# Ann Jansson
Ann Jansson (Suecia, 1 de julio de 1958) es una atleta sueca retirada especializada en la prueba de 10 km marcha, en la que ha conseguido ser subcampeona europea en 1986.

## Carrera deportiva
En la Copa del Mundo de Marcha Atlética celebrada en Valencia en 1981 ganó la medalla de plata en el concurso por equipos, con una puntuación de 104 puntos, tras la Unión Soviética (oro con 105 puntos) y por delante de Australia (90 puntos).
En el Campeonato Europeo de Atletismo de 1986 ganó la medalla de plata en los 10 km marcha, con un tiempo de 46.13 segundos, llegando a meta tras la española Mari Cruz Díaz (oro con 46:09 segundos) y por delante de su compatriota sueca Siv Ibáñez (bronce con 46:19 segundos).